# 빌리 헨더슨
윌리엄 "빌리" 헨더슨(William "Billy" Henderson, 1900년 1월 5일 ~ 1934년)은 잉글랜드의 프로 축구 선수다. 1922년에 웨스트햄 유나이티드에 입단한 헨더슨은 1923년 잉글랜드 FA컵 결승전에 출전해 준우승에 기여하는 등 1928년 이른 나이에 은퇴할 때까지 183경기에 출전해 한 골을 득점하였다. 1934년, 34살의 젊은 나이에 결핵으로 사망했다.